# گای مانوکیان
گای مانوکیان (Գի Մանուկյան زادهٔ 1976 در بیروت) موسیقیدان، آهنگساز، و نوازنده پیانو ارمنی‌تبار اهل لبنان است.